# ماسون إس. ستون
ماسون إس. ستون (بالإنجليزية: Mason S. Stone)‏ هو مدرس أمريكي، ولد في 14 ديسمبر 1859 في واتربوري في الولايات المتحدة، وتوفي في 13 يوليو 1940 في مونبلييه في الولايات المتحدة.